# Hanna Åberg
Hanna Maria  Åberg, född  30 januari 1973, är en svensk artist.

## Biografi
Åberg är dotter till skulptören Fred Åberg. År 1998 van hon tävlingen SM i Nidvisor med den egna visan Hämnden är ljuv. År 1999 gav hon ut sitt första album, Hanna Åberg. År 2006 kom singeln Precis och därpå det andra albumet, Till en vän, som nominerades till en Grammis 2007. Hon har framträtt på ett flertal visfestivaler såsom i Västervik, Tjörn, Falkenberg och Nordiska Visfestivalen i Hangö i Finland.

## Priser och stipendier
- 2012 - Konstnärsnämndens i Stockholm stipendium
- 2008 - Olle Adolphsons minnespris
- 2004 - Johnny Bode-stipendiet
- 2003 - STIM-stipendium
- 2002 - Malmö stads kulturstipendium
- 1996 - STIM-stipendium

## Diskografi
- 2024 - Find the Words and Touch the Stars
- 2006 – Till en vän
- 1999 – Hanna Åberg

### Fotnoter
1. ↑  Lars Thulin (31 mars 2006). ”Vissångerskan Hanna Åberg på egna ben” (på svenska). Trelleborgs allehanda. http://www.trelleborgsallehanda.se/kultur-och-nojen/vissangerskan-hanna-aberg-pa-egna-ben/. Läst 19 augusti 2018.
2. ↑  Anna Hedlund (26 januari 2007). ”Nu nörjar Grammis-striden” (på svenska). Kristianstadsbladet. http://www.kristianstadsbladet.se/noje/nu-norjar-grammis-striden/. Läst 19 augusti 2018.